# Liste der Monuments historiques in Échassières
Die Liste der Monuments historiques in Échassières führt die Monuments historiques in der französischen Gemeinde Échassières auf.

## Liste der Bauwerke
| Bezeichnung         | Beschreibung                       | Standort | Kennzeichnung | Schutzstatus | Datum | Bild           |
| ------------------- | ---------------------------------- | -------- | ------------- | ------------ | ----- | -------------- |
| Château de Beauvoir | Schloss, erbaut im 15. Jahrhundert | (Lage)   | PA00093095    | Inscrit      | 1929  | weitere Bilder |
| Viaduc de la Bouble | Viadukt, erbaut 1868               | (Lage)   | PA03000036    | Inscrit      | 2009  | weitere Bilder |